# Исидор от Милет
Исидор от Милет (Isidor(os) от Miletus; на гръцки: Ισίδωρος ο Μιλήσιος; * 442; † 537) e късноантичен архитект, физик и математик.

## Биография
Заедно с Антимий от Трал той строи от 532 до 537 г. църквата Света София по нареждане на източноримския император Юстиниан I. Тази главна църква на Константинопол е от последните големи строежи през древността. Преди това на същото място се намира голямата Базилика на Теодосий II, която през 532 г. е разрушена по време на въстанието Ника.
Счита се също, че двамата архитекти са проектирали и построили друга константинополска църква – Св. св. Сергий и Вакх, известна още като „Малката Света София“.
Исидор преподава физика в Александрия и по-късно в университета в Константинопол. Той пише на старогръцки един коментар към днес загубеното произведение за „Сводовете на Херон от Александрия“.
Племенникът на Исидор, Исидор Млади построява отново падналия на 7 май 558 г. купол през годините до 563 г. в неговия до днес малко променен вид.